# Сан Виђилио (Мантова)
Сан Виђилио је насеље у Италији у округу Мантова, региону Ломбардија.
Према процени из 2011. у насељу је живело 75 становника. Насеље се налази на надморској висини од 67 м.